# Agrilus fulgidiceps
Agrilus fulgidiceps é uma espécie de inseto do género Agrilus, família Buprestidae, ordem Coleoptera.
Foi descrita cientificamente por Motschulsky, 1861.